# 鮈
鮈（学名：Gobio gobio；英文俗称gudgeon），是輻鰭魚綱鯉形目鲤科鮈属的一种。这种鱼分布于欧亚大陆中部和气候温和的区域的淡水流域中。
鮈是群居性动物，以底栖无脊椎动物为食。寿命长达五年，体长通常少于12 cm，很少超过15 cm。